# Bệnh nhược cơ
Bệnh nhược cơ hay còn gọi là nhược cơ (danh pháp khoa học: Myasthenia gravis, viết tắt MG; từ gốc Hy Lạp: μύς ἀσθένεια trong đó: μύς có nghĩa là cơ và ἀσθένεια có nghĩa là yếu, tiếng Latin: gravis có nghĩa là nghiêm trọng) là một bệnh lý thần kinh cơ tự miễn (autoimmune neuromuscular disease) dẫn đến yếu cơ hoặc suy nhược cơ từng đợt gây ra do xung động thần kinh từ dây thần kinh đến cơ vân không dẫn truyền được làm cho cơ không vận động được, biểu hiên yếu các hệ cơ xương nhiều mức đọ khác nhau. Rối loạn mạn tính này được đặc trưng bởi sự yếu và suy nhược nhanh chóng của các cơ tự chủ (điều khiển theo ý muốn) trong cơ thể. Đó là hậu quả của một tình trạng mất liên lạc giữa thần kinh và cơ.
Bệnh gây mệt mỏi yếu hay liệt các cơ: vận nhãn, cơ nhai, cơ mặt, cơ hầu họng, cơ hô hấp, cơ tứ chi và gây tử vong do biến chứng viêm phổi. Dấu hiệu đầu tiên là mí mắt xệ ở tuổi 30, trước tiên là xệ một mắt, sau đó đến mắt còn lại, sáng nhẹ, tối nặng, có tính ổn định rõ ràng trong một ngày ngoài ra biểu hiện điển hình là bệnh nhân thấy mỏi mệt cơ tăng dần theo thời gian sinh hoạt, lao động hằng ngày, lực căng (trương lực) ở một số cơ bị giảm hay nói cách khác có dấu hiệu giảm cơ lực sau khi vận động và phục hồi sau khi nghỉ ngơi là dấu hiệu quan trọng nhất của bệnh. Hiện tượng mỏi cơ xuất hiện sau một số vận động, có thể chỉ là một nơi hoặc nhiều nơi...

## Tổng quan

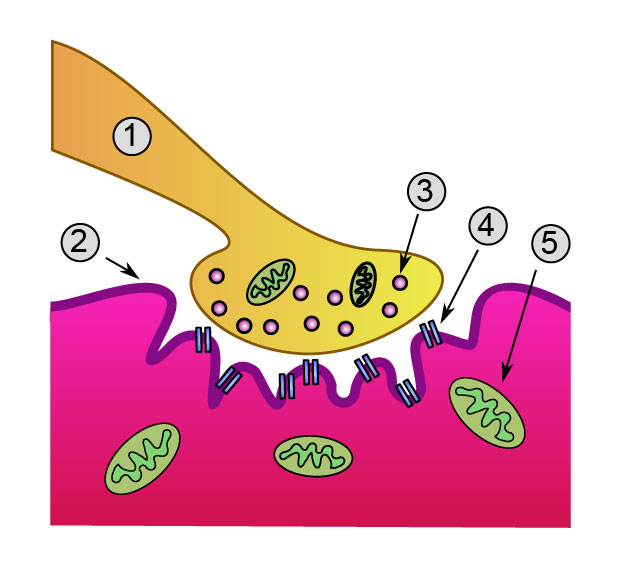

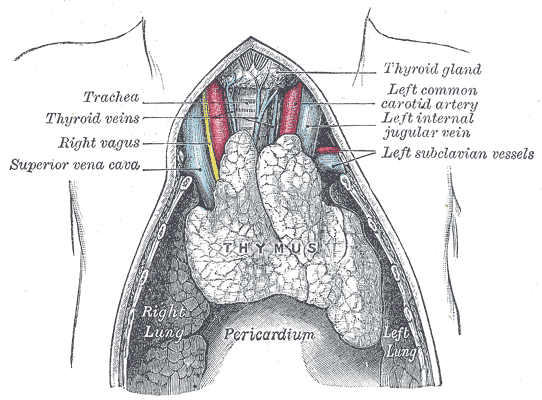

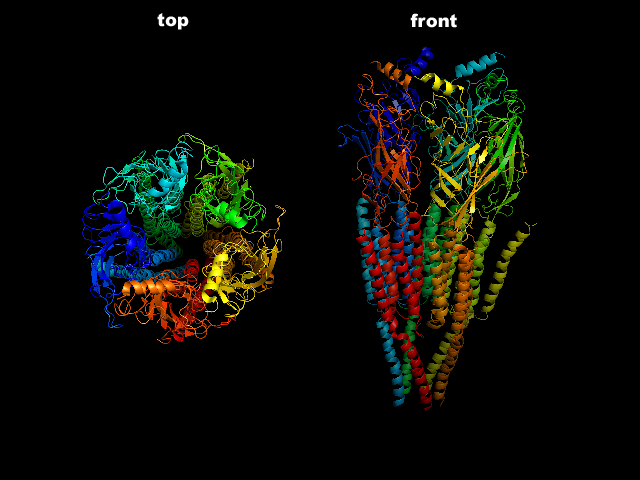

Đây là một rối loạn bệnh tự miễn, trong đó yếu cơ gây ra bởi các kháng thể lưu hành trong máu chặn các thụ thể acetylcholine tại vùng nối thần kinh cơ hậu synap, ức chế hiệu năng kích thích cơ của các chất dẫn truyền thần kinh cơ, cụ thể là acetylcholine. Biểu hiện là bệnh nhân bị sụp mí, nét mặt đờ đẫn, thậm chí khó nuốt, khó thở. Tình trạng nhược cơ hô hấp có thể làm tính mạng người bệnh bị đe dọa.
Nhược cơ là tình trạng sức cơ của người bệnh yếu dần, tiến triển, nặng dần vào cuối ngày và sau khi vận động. Mặc dù cấu trúc cơ bình thường, mặc dù sức khỏe các hệ cơ quan khác bình thường nhưng người bệnh lại không thể làm được việc gì dù nhỏ nhất. Trong những giai đoạn điển hình, người bệnh thậm chí còn không thể nhấc được tay lên mà chỉ có ngồi để thở.
Bệnh nhược cơ có thể có ở bất kỳ lứa tuổi nào, nhưng thường xảy ra ở phụ nữ nhỏ hơn 40 tuổi hoặc lớn hơn 70 tuổi, ở nam giới lớn hơn 50 tuổi. Nhược cơ chỉ chiếm khoảng 0,5/100.000 dân số, nhưng bệnh nhân thường nhập viện trễ, dẫn đến khó thở,suy hô hấp và tử vong nhanh chóng.

### Cơ chế
Bình thường, cơ co được hay vận động được là nhờ xung động thần kinh được truyền qua nơi trao đổi thông tin giữa đầu mút sợi thần kinh và màng tế bào (gọi là synap) thông qua chất acetylcholin. Trong bệnh nhược cơ, cơ thể tự sinh ra một loại kháng thể phá hủy các thụ thể tiếp nhận acetylcholin, làm cho acetylcholin không vận chuyển được đến đầu sau của synap, xung động thần kinh không dẫn truyền được làm cho cơ không vận động được. Các cơ bị ảnh hưởng bởi bệnh này là loại cơ vân, chi phối sự vận động chủ động của cơ thể. Các nhóm cơ thường bị ảnh hưởng nhất là các cơ ở mặt, mắt, tay chân, các cơ điều khiển nhai, nuốt, nói. Các cơ hô hấp cũng có thể bị ảnh hưởng.

### Tổn thương
Tổn thương khi bị nhược cơ thường thấy ở:
- Cơ mắt - mi: Sụp mi là biểu hiện sớm nhất. Bệnh nhân bị sụp cả hai mí, thường không đều nhau và sẽ nặng dần theo thời gian trong ngày (ngủ dậy thường không rõ). Lúc này, người bệnh muốn nhìn thẳng thì phải ngước đầu, cổ ngửa ra sau thì mới nhìn thấy được. Khi cơ mắt bị tổn thương, phản xạ đồng tử yếu.
- Tổn thương các cơ thuộc hành tủy (cơ nói, cơ nhai, cơ hô hấp, nuốt). Người bệnh bị teo lưỡi và run các thớ cơ. Nét mặt đờ đẫn, mất linh hoạt. Bệnh ngày một nặng khiến việc nhai nuốt của bệnh nhân trở nên khó khăn. Khi ăn, uống rất dễ bị sặc, không ăn được thức ăn đặc. Nếu bị nặng, hàm dưới trễ xuống phải dùng tay đỡ và đẩy lên.
- Tổn thương các cơ ở chi và thân: Các cơ ở vai, cánh tay, ở vùng lưng và cơ gáy bị nhược khiến người bệnh không đứng và ngồi được lâu.

Nhược cơ hô hấp là thể bệnh nặng nhất, biểu hiện là khó thở, nhịp thở nông, chậm, tím nhiều, có khi rối loạn tâm thần, trụy tim mạch, nếu không được cấp cứu nhanh, người bệnh có thể bị tử vong.

## Nguyên nhân
Cơ chế gây bệnh được giả thuyết theo 3 nguyên nhân chính sau đây:
- Một là trong cơ thể người bệnh xuất hiện các tự kháng thể kháng lại các thụ cảm thể của acetylcholin (Ach). Các Ach không gắn được vào màng sau synap và không thể dẫn truyền xung động thần kinh tới cơ. Cơ bị yếu lực.
- Hai là trong cơ thể người xuất hiện các tự kháng thể kháng lại enzym kinase đặc hiệu cơ. Enzym này bị kháng thì các thụ cảm thể của Ach khó được biệt hóa và hình thành.
- Do hệ miễn dịch của người bệnh quá mẫn cảm do u tuyến ức gây ra. Tuyến ức phát triển quá mạnh, tự sản xuất ra các tự kháng thể chống lại các thụ cảm thể của Ach.

Trong 75% số nạn nhân của bệnh, người ta tìm thấy có bằng chứng rõ ràng của sự phát triển bất thường của tuyến ức. Có khoảng 15% số nạn nhân có sự xuất hiện của u tuyến ức.

## Triệu chứng
Nói chung, bệnh nhân có biểu hiện sụp mi, nhìn song thị, khó nhai và khó nuốt, khó thở, yếu chi, hoặc phối hợp các triệu chứng này, bệnh nhân có thể bị yếu cơ một nhóm cơ, đặc biệt các cơ vận nhãn, hay yếu cơ toàn thân. Những triệu chứng yếu cơ thường thay đổi về cường độ trong ngày và sự biến đổi này có xu hướng tái phát nhưng sẽ thuyên giảm trong vài tuần. Các rối loạn của bệnh diễn biến chậm và có thể gây tử vong do biến chứng viêm phổi.
Hầu hết bệnh nhân có yếu cơ vận nhãn dẫn đến liệt mắt và sụp mi nhưng các triệu chứng này thường không đối xứng, phản xạ đồng tử bình thường. Các cơ chi phối bởi hành tủy và cơ tứ chi thường yếu với những kiểu rối loạn khác nhau. Hoạt động chống đỡ của các cơ bị tổn thương càng làm yếu cơ nặng hơn nhưng các triệu chứng lại thuyên giảm sau khi nghỉ ngơi. Bệnh nhân vẫn có cảm giác bình thường và các phản xạ không thay đổi.
Nhược cơ gồm 2 thể chính:
- Nhược cơ thông thường: Thường gặp ở phụ nữ, ở trẻ em quãng 10 tuổi và lứa tuổi 20-40. Biểu hiện ban đầu là chứng mỏi mệt cơ theo thời gian lao động và sinh hoạt hằng ngày, người bệnh có thể chỉ bị sụp mi mắt (một hoặc hai bên) hay nhai khó, nuốt khó, mỏi mệt tay chân...
- Nhược cơ cấp: Là thể bệnh cấp cứu, thường gặp ở thai phụ có tiền sử chữa nhược cơ, hoặc người có u ác tính ở tuyến ức. Ở thể này, các cơn mỏi cơ (nhất là cơ hô hấp) xuất hiện gần như liền nhau, gây khó thở cấp, ăn nghẹn, uống sặc.

Bệnh nhược cơ tiến triển qua các giai đoạn:
- Giai đoạn 1: Chỉ một nhóm cơ bị xâm phạm, thường là các cơ vận động ở mắt.
- Giai đoạn 2A: Toàn bộ các cơ bị xâm phạm nhưng chưa có xâm phạm hô hấp hoặc hầu họng.
- Giai đoạn 2B: Toàn bộ các cơ bị xâm phạm kèm theo triệu chứng hầu họng.
- Giai đoạn 3: Toàn bộ các cơ bị xâm phạm kèm theo rối loạn hầu họng và hô hấp.

Khoảng 10% bệnh nhân có phối hợp với một số bệnh tự miễn khác như cường giáp trạng, viêm đa cơ, viêm khớp dạng thấp, viêm loét đại tràng... Phần lớn người bệnh nhược cơ có tuyến ức bất thường như quá sản, loạn sản, u... nên để điều trị, người ta phẫu thuật cắt bỏ tuyến ức.

## Chẩn đoán

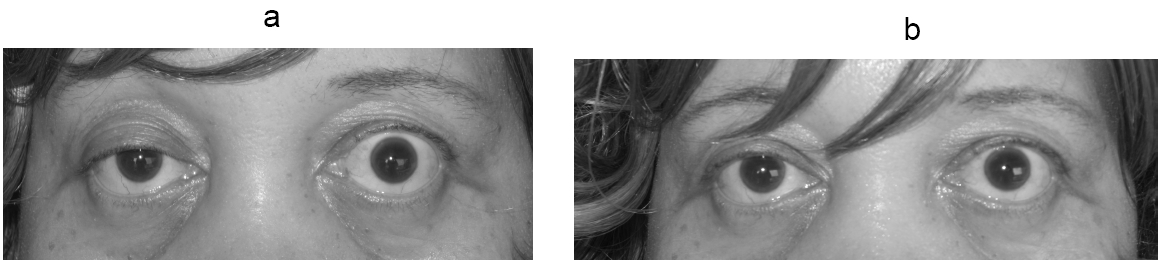
Chẩn đoán bệnh bằng biên pháp cho bệnh nhân tự chớp, mở mắt 15 lần

Bệnh nhược cơ tiến triển kéo dài và thất thường, không theo một quy tắc nào. Để chẩn đoán xác định bệnh nhược cơ, bệnh nhân phải đến các bệnh viện để được làm các nghiệm pháp và xét nghiệm chẩn đoán như xét nghiệm miễn dịch, phản ứng điện - điện cơ, X-quang tuyến ức, sinh thiết cơ vân...
Có thể xác định bệnh nhược cơ bằng nghiệm pháp zoly dương tính với biện pháp đơn giản là cho bệnh nhân tự nhắm mở mắt 15 lần rồi mở mắt nhìn nếu bệnh nhân nhược cơ sẽ không mở được, mi mắt sa xuống hoặc dùng prostigmin dương tính bằng cách tiêm 1 ống prostigmin, sau 15 phút, người bệnh nhược cơ sẽ có thể mở to mắt trở lại và không mỏi mệt nữa.

## Điều trị
Trong điều trị bệnh nhược cơ, các bác sĩ thường kết hợp các phương pháp nội khoa và ngoại khoa, tùy theo tình trạng nặng của người bệnh như:
- Dùng tia X quang chiếu trực tiếp vào tuyến hung.
- Phẫu thuật: Áp dụng với các trường hợp xác định có tuyến hung hoặc trường hợp cấp cứu. Sau mổ, tất cả bệnh nhân đều phải tiếp tục điều trị nội khoa.

Hiện nay có ba phương pháp điều trị khả thi là: dùng thuốc, lọc máu và phẫu thuật cắt bỏ tuyến ức.
Về điều trị, thường giảm triệu chứng bằng cách uống thuốc cho linesterase, kết hợp với ephedrin, acton... có thể cho dùng thuốc ức chế men cholinesterase, thuốc ức chế miễn dịch.
Lọc huyết tương, loại bỏ kháng thể phức hợp miễn dịch lưu hành trong máu ra ngoài. Phương pháp này được áp dụng cho các trường hợp nhược cơ nặng, có nhược cơ hô hấp.
Phương pháp phẫu thuật cắt bỏ tuyến ức có tác dụng làm giảm triệu chứng và làm bệnh thuyên giảm. Vì vậy tất cả bệnh nhân dưới 60 tuổi cần được xem xét để phẫu thuật, trừ những bệnh nhân yếu cơ chỉ giới hạn ở các cơ ngoài nhãn cầu.